# Marc Bolan
Marc Bolan, właściwie Mark Feld (ur. 30 września 1947 w Londynie, zm. 16 września 1977 w Barnes Common) – brytyjski wokalista, gitarzysta i tekściarz zespołu T. Rex. Przez wielu uważany za twórcę glam rocka, jeden z jego najbardziej reprezentatywnych przedstawicieli. Marc Bolan i T. Rex kojarzony jest również z protopunkiem i pop rockiem.

## Życiorys
Był synem Simeona Felda (Żyda pochodzącego z terenów Polski i Rosji, kierowcy ciężarówki) i Phyllis (właścicielki straganu warzywno-owocowego w dzielnicy Soho). Mając osiem lat uczył się podstaw gry na zbudowanej przez siebie gitarze i dziecięcej perkusji. W 1958 roku ukończył Northwold Primary School w Hackney we wschodnim Londynie i uczęszczał do William Wordsworth Secondary Modern School w Shacklewell. 
Zafascynowany rock and rollem oraz jego wykonawcami – Elvisem Presleyem, Gene'em Vincentem, Cliffem Richardem, Chuckiem Berrym – w 1959 roku założył trzyosobową grupę The Hoola-Hoops i zainteresował się ruchem mods. W 1961 roku wraz z rodziną przeniósł się do Wimbledonu, gdzie podjął naukę w Hill Croft School. Jednak porzucił szkołę i pod pseudonimem John Temple Boy dorabiał m.in. jako model, wystąpił w programie telewizyjnym Orlando (1964), programie dziecięcym Five O'Clock Gang i programie Ready Steady Go (1965–1966) z piosenką pod nazwą Bolan's Dream. Grał w klubach folk pod pseudonimem Toby Tyler, m.in. Blowin’ in the Wind Boba Dylana i You're No Good. W 1965 roku zmienił swój pseudonim na Marc Riggs, gdy ukazały się jego single The Wizard/Beyond the Rising Sun (1965), The Third Degree (1966) i Hippy Gumbo (1966). 
W latach 1966–1967 nagrywał wraz z grupą popową John's Children, która wydała singla Desdemona (1967) i album Orgasm (1967). W latach 1967–1977 tworzył pod pseudonimem Marc Bolan (nazwisko zbudowane z pierwszych liter imienia i końcowych liter nazwiska Boba Dylana) i odnosił sukcesy z zespołem Tyrannosaurus Rex, który w 1970 roku zmienił nazwę na T. Rex. 
16 września 1977 roku, na dwa tygodnie przed swoimi 30. urodzinami, zginął w wypadku samochodowym. Samochód prowadziła Gloria Jones, amerykańska wokalistka i kompozytorka, która w T. Rex grała na instrumentach klawiszowych i była partnerką Bolana (mieli syna). Bolan nigdy nie miał prawa jazdy, ponieważ miał przeczucia, że zginie w wypadku. Po śmierci Bolana zespół T. Rex przestał istnieć, a Gloria Jones z synem wyjechała do USA.  